# مسیتیل اکسید
مسیتیل اکسید (به انگلیسی: Mesityl oxide) یک ترکیب شیمیایی است. شکل ظاهری این ترکیب، مایع زرد رنگ است.